# 2007年の中日ドラゴンズ
2007年の中日ドラゴンズ（2007ねんのちゅうにちドラゴンズ）では、2007年の中日ドラゴンズにおける動向をまとめる。

## 概要
序盤は乱戦の波にのまれながらも巨人に食らいつく。中盤以降は巨人との競り合いとなり終盤に中盤まで不振だった阪神が追い上げてきたことにより三つ巴になった事もあり2位でシーズンを終える。クライマックスシリーズでは阪神、巨人相手に全勝し日本シリーズ進出、2007年の日本シリーズでも日本ハムを4勝1敗で下し53年ぶりの日本一に輝き、前年の雪辱を果たした。前年オフにオリックスから退団し育成契約から支配下登録選手へと這い上がった中村紀洋の活躍が話題を集めた。投手陣は川上憲伸、中田賢一、朝倉健太が2ケタ勝利（中田がチーム最多の14勝、川上・朝倉が12勝）を挙げたが、前年41歳で阪神相手にノーヒットノーランを達成した山本昌がわずか2勝の誤算に終わった。救援では守護神岩瀬仁紀、セットアッパーの岡本真也・平井正史・久本祐一、この年入団の浅尾拓也などのリリーフ陣の働きでチーム防御率3位と健闘した。打撃陣では福留孝介の途中離脱でタイロン・ウッズのマークがきつくなったものの、ウッズは35本塁打と102打点でチームに貢献し、中日に移籍の中村紀も20本塁打で主砲復活を印象付けた。それ以外には荒木雅博が31盗塁、井端弘和が23盗塁で走りまくり、チーム本塁打は121本で巨人と70本差の5位ながらも盗塁数は83個でリーグ1位となった。

## チーム成績

### レギュラーシーズン
|   | 開幕：3/30 | 開幕：3/30 | 5/1 | 5/1       | 6/2 | 6/2       | 7/1 | 7/1       | 8/1 | 8/1       | 9/1 | 9/1       | 10/1 | 10/1      |
| - | ---------- | ---------- | --- | --------- | --- | --------- | --- | --------- | --- | --------- | --- | --------- | ---- | --------- |
| 1 | 遊         | 井端弘和   | 遊  | 井端弘和  | 遊  | 井端弘和  | 中  | 李炳圭    | 遊  | 井端弘和  | 遊  | 井端弘和  | 二   | 荒木雅博  |
| 2 | 二         | 荒木雅博   | 二  | 荒木雅博  | 指  | 立浪和義  | 遊  | 井端弘和  | 二  | 荒木雅博  | 二  | 荒木雅博  | 遊   | 井端弘和  |
| 3 | 右         | 福留孝介   | 右  | 福留孝介  | 右  | 福留孝介  | 右  | 福留孝介  | 中  | 李炳圭    | 左  | 井上一樹  | 左   | 森野将彦  |
| 4 | 一         | T・ウッズ  | 一  | T・ウッズ | 一  | T・ウッズ | 一  | T・ウッズ | 一  | T・ウッズ | 一  | T・ウッズ | 一   | T・ウッズ |
| 5 | 中         | 李炳圭     | 左  | 森野将彦  | 二  | 森野将彦  | 二  | 森野将彦  | 右  | 森野将彦  | 右  | 森野将彦  | 三   | 中村紀洋  |
| 6 | 三         | 中村紀洋   | 三  | 中村紀洋  | 三  | 中村紀洋  | 三  | 中村紀洋  | 三  | 中村紀洋  | 中  | 李炳圭    | 中   | 李炳圭    |
| 7 | 左         | 森野将彦   | 中  | 李炳圭    | 中  | 李炳圭    | 左  | 井上一樹  | 左  | 堂上剛裕  | 三  | 中村紀洋  | 右   | 堂上剛裕  |
| 8 | 捕         | 谷繁元信   | 捕  | 小田幸平  | 左  | 井上一樹  | 捕  | 谷繁元信  | 捕  | 田中大輔  | 捕  | 谷繁元信  | 捕   | 谷繁元信  |
| 9 | 投         | 川上憲伸   | 投  | 山本昌    | 捕  | 谷繁元信  | 投  | 山本昌    | 投  | 吉見一起  | 投  | 小笠原孝  | 投   | 小笠原孝  |

| 順位 | 4月終了時 | 4月終了時 | 5月終了時 | 5月終了時 | 6月終了時 | 6月終了時 | 7月終了時 | 7月終了時 | 8月終了時 | 8月終了時 | 最終成績 | 最終成績 |
| ---- | --------- | --------- | --------- | --------- | --------- | --------- | --------- | --------- | --------- | --------- | -------- | -------- |
| 1位  | 巨人      | --        | 巨人      | --        | 巨人      | --        | 中日      | --        | 巨人      | --        | 巨人     | --       |
| 2位  | 横浜      | 0.5       | 中日      | 1.5       | 中日      | 4.0       | 巨人      | 0.0       | 中日      | 1.0       | 中日     | 1.5      |
| 3位  | 中日      | 2.0       | 広島      | 6.5       | 横浜      | 6.0       | 横浜      | 2.5       | 阪神      | 3.5       | 阪神     | 4.5      |
| 4位  | 阪神      | 3.0       | 横浜      | 7.0       | 阪神      | 11.0      | 阪神      | 3.5       | 横浜      | 7.5       | 横浜     | 9.0      |
| 5位  | 広島      | 4.5       | 阪神      | 7.5       | 広島      | 14.0      | ヤクルト  | 11.5      | ヤクルト  | 16.5      | 広島     | 19.5     |
| 6位  | ヤクルト  | 5.0       | ヤクルト  | 12.5      | ヤクルト  | 14.0      | 広島      | 13.5      | 広島      | 17.5      | ヤクルト | 20.5     |

| 順位 | 球団                   | 勝 | 敗 | 分 | 勝率 | 差   |
| 1位  | 読売ジャイアンツ       | 80 | 63 | 1  | .559 | 優勝 |
| 2位  | 中日ドラゴンズ         | 78 | 64 | 2  | .549 | 1.5  |
| 3位  | 阪神タイガース         | 74 | 66 | 4  | .529 | 4.5  |
| 4位  | 横浜ベイスターズ       | 71 | 72 | 1  | .497 | 9.0  |
| 5位  | 広島東洋カープ         | 60 | 82 | 2  | .423 | 19.5 |
| 6位  | 東京ヤクルトスワローズ | 60 | 84 | 0  | .417 | 20.5 |

### 交流戦
| 順位 | 球団                         | 勝 | 敗 | 分 | 勝率 | 差   |
| 1位  | 北海道日本ハムファイターズ   | 18 | 5  | 1  | .783 | 優勝 |
| 2位  | 読売ジャイアンツ             | 15 | 9  | 0  | .625 | 3.5  |
| 3位  | 横浜ベイスターズ             | 14 | 9  | 1  | .609 | 4.0  |
| 4位  | 千葉ロッテマリーンズ         | 13 | 10 | 1  | .565 | 5.0  |
| 5位  | 中日ドラゴンズ               | 12 | 11 | 1  | .522 | 6.0  |
| 6位  | オリックス・バファローズ     | 12 | 11 | 1  | .522 | 6.0  |
| 7位  | 東北楽天ゴールデンイーグルス | 11 | 12 | 1  | .478 | 7.0  |
| 8位  | 東京ヤクルトスワローズ       | 11 | 13 | 0  | .458 | 7.5  |
| 9位  | 福岡ソフトバンクホークス     | 11 | 13 | 0  | .458 | 7.5  |
| 10位 | 阪神タイガース               | 9  | 14 | 1  | .391 | 9.0  |
| 11位 | 西武ライオンズ               | 9  | 15 | 0  | .375 | 9.5  |
| 12位 | 広島東洋カープ               | 5  | 18 | 1  | .217 | 13.0 |

- 同率の場合は前年の順位で上位のチームが上位にランクされる

### クライマックスシリーズ
| 日付                 | 試合  | ビジター球団（先攻） | スコア | ホーム球団（後攻） | 開催球場     |
| 10月13日（土）       | 第1戦 | 阪神タイガース       | 0 - 7  | 中日ドラゴンズ     | ナゴヤドーム |
| 10月14日（日）       | 第2戦 | 阪神タイガース       | 3 - 5  | 中日ドラゴンズ     | ナゴヤドーム |
| 勝者：中日ドラゴンズ |       |                      |        |                    |              |

| 日付                 | 試合  | ビジター球団（先攻） | スコア | ホーム球団（後攻） | 開催球場   |
| 10月18日（木）       | 第1戦 | 中日ドラゴンズ       | 5 - 2  | 読売ジャイアンツ   | 東京ドーム |
| 10月19日（金）       | 第2戦 | 中日ドラゴンズ       | 7 - 4  | 読売ジャイアンツ   | 東京ドーム |
| 10月20日（土）       | 第3戦 | 中日ドラゴンズ       | 4 - 2  | 読売ジャイアンツ   | 東京ドーム |
| 勝者：中日ドラゴンズ |       |                      |        |                    |            |

### 日本シリーズ
| 日付                                  | 試合   | ビジター球団（先攻）       | スコア | ホーム球団（後攻）         | 開催球場     |
| ------------------------------------- | ------ | -------------------------- | ------ | -------------------------- | ------------ |
| 10月27日（土）                        | 第1戦  | 中日ドラゴンズ             | 1 - 3  | 北海道日本ハムファイターズ | 札幌ドーム   |
| 10月28日（日）                        | 第2戦  | 中日ドラゴンズ             | 8 - 1  | 北海道日本ハムファイターズ | 札幌ドーム   |
| 10月29日（月）                        | 移動日 | 移動日                     | 移動日 | 移動日                     | 移動日       |
| 10月30日（火）                        | 第3戦  | 北海道日本ハムファイターズ | 1 - 9  | 中日ドラゴンズ             | ナゴヤドーム |
| 10月31日（水）                        | 第4戦  | 北海道日本ハムファイターズ | 2 - 4  | 中日ドラゴンズ             | ナゴヤドーム |
| 11月1日（木）                         | 第5戦  | 北海道日本ハムファイターズ | 0 - 1  | 中日ドラゴンズ             | ナゴヤドーム |
| 優勝：中日ドラゴンズ（53年ぶり2回目） |        |                            |        |                            |              |

### アジアシリーズ
| 日付           | 試合       | 先攻球団         | スコア     | 後攻球団       | 開催球場   |
| 予選リーグ     | 予選リーグ | 予選リーグ       | 予選リーグ | 予選リーグ     | 予選リーグ |
| -------------- | ---------- | ---------------- | ---------- | -------------- | ---------- |
| 11月9日（木）  | 第1戦      | SKワイバーンズ   | 7－1       | 中日ドラゴンズ | 東京ドーム |
| 11月10日（金） | 第2戦      | 中日ドラゴンズ   | 4－2       | 統一ライオンズ | 東京ドーム |
| 11月11日（土） | 第3戦      | チャイナスターズ | 1－9       | 中日ドラゴンズ | 東京ドーム |
| 決勝戦         |            |                  |            |                |            |
| 11月12日（日） |            | 中日ドラゴンズ   | 6－5       | SKワイバーンズ | 東京ドーム |

## オールスターゲーム2007
- 選出選手及びスタッフ

| ポジション | 名前     | 選出回数 | 出典        |
| ---------- | -------- | -------- | ----------- |
| 監督       | 落合博満 | 4        | [ 2 ] [ 3 ] |
| 投手       | 岩瀬仁紀 | 6        | [ 3 ]       |
| 投手       | 中田賢一 | 初       | [ 4 ]       |
| 捕手       | 谷繁元信 | 9        | [ 4 ]       |
| 遊撃手     | 井端弘和 | 4        | [ 3 ]       |
| 内野手     | 森野将彦 | 初       | [ 4 ]       |
| 内野手     | ウッズ   | 2        | [ 3 ]       |
| 外野手     | 福留孝介 | 6（1）   | [ 3 ]       |

- 太字はファン投票による選出[5]。
- 落合監督の選出回数は監督ないしコーチとしての出場回数を示す[3]。また、括弧内は不出場回数を示す[3]。

## 個人成績

### 表彰選手
- 盗塁王：荒木雅博（31盗塁、初受賞）
- ベストナイン：

タイロン・ウッズ（一塁手、2年連続3度目）
井端弘和（遊撃手、4年連続5度目）
- ゴールデングラブ賞：

川上憲伸（投手、2年連続3度目）
谷繁元信（捕手、2年連続3度目）
荒木雅博（二塁手、4年連続4度目）
中村紀洋（三塁手、3年ぶり6度目）
井端弘和（遊撃手、4年連続4度目）

### 達成記録
- 04月01日：井端弘和が通算1000安打、史上243人目[6]。
- 04月05日：落合博満監督が監督通算250勝[7]。
- 04月06日：福留孝介が通算1000試合出場、史上415人目[8]。
- 05月06日：中村紀洋が通算1500試合出場、史上151人目[9]。
- 05月27日：山本昌が通算500試合登板[10]、史上80人目[11]。
- 07月05日：中村紀洋が通算1000打点、史上29人目[12]。
- 07月07日：岩瀬仁紀が通算500試合登板、史上81人目[13]。
- 07月16日：井端弘和が通算1000試合出場、史上419人目[14]。
- 07月18日：李炳圭が日韓通算1500安打[15]。
- 08月03日：川上憲伸が通算100勝、史上124人目[16]。
- 08月08日：谷繁元信が通算300二塁打、史上47人目[17]。
- 08月16日：タイロン・ウッズがNPB通算200本塁打[18]、史上88人目[19]。
- 08月16日：落合博満監督が監督通算300勝[20]。
- 08月24日：立浪和義が通算1000打点、史上32人目[21]。
- 09月01日：立浪和義が通算3500塁打、史上22人目[22]。
- 09月06日：川上憲伸が通算1500投球回、史上160人目[23]。
- 09月09日：岩瀬仁紀が通算150セーブ、史上6人目[24]。
- 09月24日：荒木雅博が通算1000試合出場、史上423人目[25]。
- 09月26日：中村紀洋が通算1500安打、史上95人目[26]。
- 09月26日：荒木雅博が通算200盗塁、史上66人目[27]。

### 記録
- 04月06日：岩瀬仁紀が球団記録を更新する通算117セーブ目を挙げた[28]。
- 04月11日：谷繁元信がNPBタイ記録となる1試合5三振[29]。
- 04月17日：山本昌がセ・リーグ史上最年長で完封を達成[30]。
- 05月12日：谷繁元信がNPBの捕手では新記録となる1264守備機会連続無失策を達成[31]。最終的に1708まで記録を伸ばした[32]。
- 09月08日：岩瀬仁紀がNPB記録に並ぶ9年連続50試合登板を達成[33]。

## 試合結果
| 凡例     | 凡例     | 凡例     | 凡例 |
| 勝利試合 | 敗北試合 | 引き分け | 中止 |
| -------- | -------- | -------- | ---- |

## ドラフト
| 大学生・社会人ドラフト | 大学生・社会人ドラフト | 大学生・社会人ドラフト | 大学生・社会人ドラフト | 大学生・社会人ドラフト |
| 順位                   | 選手名                 | ポジション             | 所属                   | 結果                   |
| ---------------------- | ---------------------- | ---------------------- | ---------------------- | ---------------------- |
| 1巡目                  | 山内壮馬               | 投手                   | 名城大学               | 入団                   |
| 2巡目                  | （選択権なし）         | （選択権なし）         | （選択権なし）         | （選択権なし）         |
| 3巡目                  | 谷哲也                 | 内野手                 | 日立製作所             | 入団                   |
| 高校生ドラフト         |                        |                        |                        |                        |
| 順位                   | 選手名                 | ポジション             | 所属                   | 結果                   |
| 1巡目                  | 赤坂和幸               | 投手                   | 浦和学院高             | 入団                   |
| 2巡目                  | （選択権なし）         | （選択権なし）         | （選択権なし）         | （選択権なし）         |
| 3巡目                  | 樋口賢                 | 投手                   | 尾道商業高             | 入団                   |

### 試合結果
1. 1 2  "2007年3月30日 【公式戦】 試合結果 （中日vs東京ヤクルト）". NPB.jp 日本野球機構. 2024年1月2日時点のオリジナルよりアーカイブ。2024年1月2日閲覧。
2. 1 2  “2007年5月1日 【公式戦】 試合結果 （中日vs読売）”.   NPB.jp 日本野球機構. 2024年1月2日時点のオリジナルよりアーカイブ。2024年1月2日閲覧。
3. 1 2  “2007年6月2日 【公式戦】 試合結果 （福岡ソフトバンクvs中日）”.   NPB.jp 日本野球機構. 2024年1月2日時点のオリジナルよりアーカイブ。2024年1月2日閲覧。
4. 1 2  “2007年7月1日 【公式戦】 試合結果 （東京ヤクルトvs中日）”.   NPB.jp 日本野球機構. 2024年1月2日時点のオリジナルよりアーカイブ。2024年1月2日閲覧。
5. ↑  “2007年8月1日 【公式戦】 試合結果 （広島東洋vs中日）”.   NPB.jp 日本野球機構. 2024年1月2日時点のオリジナルよりアーカイブ。2024年1月2日閲覧。
6. ↑  “2007年9月1日 【公式戦】 試合結果 （広島東洋vs中日）”.   NPB.jp 日本野球機構. 2024年1月2日時点のオリジナルよりアーカイブ。2024年1月2日閲覧。
7. ↑  “2007年10月1日 【公式戦】 試合結果 （広島東洋vs中日）”.   NPB.jp 日本野球機構. 2024年1月2日時点のオリジナルよりアーカイブ。2024年1月2日閲覧。
8. ↑  "2007年3月31日 【公式戦】 試合結果 （中日vs東京ヤクルト）". NPB.jp 日本野球機構. 2024年1月2日時点のオリジナルよりアーカイブ。2024年1月2日閲覧。
9. ↑  "2007年4月1日 【公式戦】 試合結果 （中日vs東京ヤクルト）". NPB.jp 日本野球機構. 2024年1月2日時点のオリジナルよりアーカイブ。2024年1月2日閲覧。
10. ↑  "2007年4月3日 【公式戦】 試合結果 （読売vs中日）". NPB.jp 日本野球機構. 2024年1月2日時点のオリジナルよりアーカイブ。2024年1月2日閲覧。
11. ↑  "2007年4月4日 【公式戦】 試合結果 （読売vs中日）". NPB.jp 日本野球機構. 2024年1月2日時点のオリジナルよりアーカイブ。2024年1月2日閲覧。
12. ↑  "2007年4月5日 【公式戦】 試合結果 （読売vs中日）". NPB.jp 日本野球機構. 2024年1月2日時点のオリジナルよりアーカイブ。2024年1月2日閲覧。
13. ↑  "2007年4月6日 【公式戦】 試合結果 （中日vs横浜）". NPB.jp 日本野球機構. 2024年1月2日時点のオリジナルよりアーカイブ。2024年1月2日閲覧。
14. ↑  "2007年4月7日 【公式戦】 試合結果 （中日vs横浜）". NPB.jp 日本野球機構. 2024年1月2日時点のオリジナルよりアーカイブ。2024年1月2日閲覧。
15. ↑  "2007年4月8日 【公式戦】 試合結果 （中日vs横浜）". NPB.jp 日本野球機構. 2024年1月2日時点のオリジナルよりアーカイブ。2024年1月2日閲覧。
16. ↑  "2007年4月10日 【公式戦】 試合結果 （阪神vs中日）". NPB.jp 日本野球機構. 2024年1月7日時点のオリジナルよりアーカイブ。2024年1月7日閲覧。
17. ↑  "2007年4月11日 【公式戦】 試合結果 （阪神vs中日）". NPB.jp 日本野球機構. 2024年1月7日時点のオリジナルよりアーカイブ。2024年1月7日閲覧。
18. ↑  "2007年4月12日 【公式戦】 試合結果 （阪神vs中日）". NPB.jp 日本野球機構. 2024年1月7日時点のオリジナルよりアーカイブ。2024年1月7日閲覧。
19. ↑  "2007年4月13日 【公式戦】 試合結果 （広島東洋vs中日）". NPB.jp 日本野球機構. 2024年1月7日時点のオリジナルよりアーカイブ。2024年1月7日閲覧。
20. ↑  "2007年4月14日 【公式戦】 試合結果 （広島東洋vs中日）". NPB.jp 日本野球機構. 2024年1月7日時点のオリジナルよりアーカイブ。2024年1月7日閲覧。
21. ↑  "2007年4月15日 【公式戦】 試合結果 （広島東洋vs中日）". NPB.jp 日本野球機構. 2024年1月7日時点のオリジナルよりアーカイブ。2024年1月7日閲覧。
22. ↑  "2007年4月17日 【公式戦】 試合結果 （中日vs阪神）". NPB.jp 日本野球機構. 2024年1月7日時点のオリジナルよりアーカイブ。2024年1月7日閲覧。
23. ↑  "2007年4月18日 【公式戦】 試合結果 （中日vs阪神）". NPB.jp 日本野球機構. 2024年1月7日時点のオリジナルよりアーカイブ。2024年1月7日閲覧。
24. ↑  "2007年4月19日 【公式戦】 試合結果 （中日vs阪神）". NPB.jp 日本野球機構. 2024年1月7日時点のオリジナルよりアーカイブ。2024年1月7日閲覧。
25. ↑  "2007年4月20日 【公式戦】 試合結果 （東京ヤクルトvs中日）". NPB.jp 日本野球機構. 2024年1月7日時点のオリジナルよりアーカイブ。2024年1月7日閲覧。
26. ↑  "2007年4月21日 【公式戦】 試合結果 （東京ヤクルトvs中日）". NPB.jp 日本野球機構. 2024年1月7日時点のオリジナルよりアーカイブ。2024年1月7日閲覧。
27. ↑  "2007年4月22日 【公式戦】 試合結果 （東京ヤクルトvs中日）". NPB.jp 日本野球機構. 2024年1月7日時点のオリジナルよりアーカイブ。2024年1月7日閲覧。
28. ↑  "2007年4月24日 【公式戦】 試合結果 （中日vs広島東洋）". NPB.jp 日本野球機構. 2024年1月7日時点のオリジナルよりアーカイブ。2024年1月7日閲覧。
29. ↑  "2007年4月25日 【公式戦】 試合結果 （中日vs広島東洋）". NPB.jp 日本野球機構. 2024年1月7日時点のオリジナルよりアーカイブ。2024年1月7日閲覧。
30. ↑  "2007年4月26日 【公式戦】 試合結果 （中日vs広島東洋）". NPB.jp 日本野球機構. 2024年1月7日時点のオリジナルよりアーカイブ。2024年1月7日閲覧。
31. ↑  "2007年4月28日 【公式戦】 試合結果 （横浜vs中日）". NPB.jp 日本野球機構. 2024年1月7日時点のオリジナルよりアーカイブ。2024年1月7日閲覧。
32. ↑  "2007年4月29日 【公式戦】 試合結果 （横浜vs中日）". NPB.jp 日本野球機構. 2024年1月7日時点のオリジナルよりアーカイブ。2024年1月7日閲覧。
33. ↑  "2007年4月30日 【公式戦】 試合結果 （横浜vs中日）". NPB.jp 日本野球機構. 2024年1月7日時点のオリジナルよりアーカイブ。2024年1月7日閲覧。
34. ↑  "2007年5月2日 【公式戦】 試合結果 （中日vs読売）". NPB.jp 日本野球機構. 2024年1月12日時点のオリジナルよりアーカイブ。2024年1月12日閲覧。
35. ↑  "2007年5月3日 【公式戦】 試合結果 （中日vs読売）". NPB.jp 日本野球機構. 2024年1月12日時点のオリジナルよりアーカイブ。2024年1月12日閲覧。
36. ↑  "2007年5月4日 【公式戦】 試合結果 （中日vs横浜）". NPB.jp 日本野球機構. 2024年1月12日時点のオリジナルよりアーカイブ。2024年1月12日閲覧。
37. ↑  "2007年5月5日 【公式戦】 試合結果 （中日vs横浜）". NPB.jp 日本野球機構. 2024年1月12日時点のオリジナルよりアーカイブ。2024年1月12日閲覧。
38. ↑  "2007年5月6日 【公式戦】 試合結果 （中日vs横浜）". NPB.jp 日本野球機構. 2024年1月12日時点のオリジナルよりアーカイブ。2024年1月12日閲覧。
39. ↑  "2007年5月8日 【公式戦】 試合結果 （広島東洋vs中日）". NPB.jp 日本野球機構. 2024年1月12日時点のオリジナルよりアーカイブ。2024年1月12日閲覧。
40. ↑  "2007年5月9日 【公式戦】 試合結果 （広島東洋vs中日）". NPB.jp 日本野球機構. 2024年1月12日時点のオリジナルよりアーカイブ。2024年1月12日閲覧。
41. ↑  "2007年5月10日 【公式戦】 試合結果 （広島東洋vs中日）". NPB.jp 日本野球機構. 2024年1月12日時点のオリジナルよりアーカイブ。2024年1月12日閲覧。
42. ↑  "2007年5月11日 【公式戦】 試合結果 （読売vs中日）". NPB.jp 日本野球機構. 2024年1月12日時点のオリジナルよりアーカイブ。2024年1月12日閲覧。
43. ↑  "2007年5月12日 【公式戦】 試合結果 （読売vs中日）". NPB.jp 日本野球機構. 2024年1月12日時点のオリジナルよりアーカイブ。2024年1月12日閲覧。
44. ↑  "2007年5月13日 【公式戦】 試合結果 （読売vs中日）". NPB.jp 日本野球機構. 2024年1月12日時点のオリジナルよりアーカイブ。2024年1月12日閲覧。
45. ↑  "2007年5月15日 【公式戦】 試合結果 （中日vs東京ヤクルト）". NPB.jp 日本野球機構. 2024年1月12日時点のオリジナルよりアーカイブ。2024年1月12日閲覧。
46. ↑  "2007年5月16日 【公式戦】 試合結果 （中日vs東京ヤクルト）". NPB.jp 日本野球機構. 2024年1月12日時点のオリジナルよりアーカイブ。2024年1月12日閲覧。
47. ↑  "2007年5月17日 【公式戦】 試合結果 （中日vs東京ヤクルト）". NPB.jp 日本野球機構. 2024年1月12日時点のオリジナルよりアーカイブ。2024年1月12日閲覧。
48. ↑  "2007年5月18日 【公式戦】 試合結果 （中日vs読売）". NPB.jp 日本野球機構. 2024年1月12日時点のオリジナルよりアーカイブ。2024年1月12日閲覧。
49. ↑  "2007年5月19日 【公式戦】 試合結果 （中日vs読売）". NPB.jp 日本野球機構. 2024年1月12日時点のオリジナルよりアーカイブ。2024年1月12日閲覧。
50. ↑  "2007年5月20日 【公式戦】 試合結果 （中日vs読売）". NPB.jp 日本野球機構. 2024年1月12日時点のオリジナルよりアーカイブ。2024年1月12日閲覧。
51. ↑  "2007年5月22日 【公式戦】 試合結果 （千葉ロッテvs中日）". NPB.jp 日本野球機構. 2024年1月12日時点のオリジナルよりアーカイブ。2024年1月12日閲覧。
52. ↑  "2007年5月23日 【公式戦】 試合結果 （千葉ロッテvs中日）". NPB.jp 日本野球機構. 2024年1月12日時点のオリジナルよりアーカイブ。2024年1月12日閲覧。
53. ↑  "2007年5月25日 【公式戦】 試合結果 （西武vs中日）". NPB.jp 日本野球機構. 2024年1月12日時点のオリジナルよりアーカイブ。2024年1月12日閲覧。
54. ↑  "2007年5月26日 【公式戦】 試合結果 （西武vs中日）". NPB.jp 日本野球機構. 2024年1月12日時点のオリジナルよりアーカイブ。2024年1月12日閲覧。
55. ↑  "2007年5月27日 【公式戦】 試合結果 （中日vs北海道日本ハム）". NPB.jp 日本野球機構. 2024年1月12日時点のオリジナルよりアーカイブ。2024年1月12日閲覧。
56. ↑  "2007年5月28日 【公式戦】 試合結果 （中日vs北海道日本ハム）". NPB.jp 日本野球機構. 2024年1月12日時点のオリジナルよりアーカイブ。2024年1月12日閲覧。
57. ↑  "2007年5月30日 【公式戦】 試合結果 （中日vs東北楽天）". NPB.jp 日本野球機構. 2024年1月12日時点のオリジナルよりアーカイブ。2024年1月12日閲覧。
58. ↑  "2007年5月31日 【公式戦】 試合結果 （中日vs東北楽天）". NPB.jp 日本野球機構. 2024年1月12日時点のオリジナルよりアーカイブ。2024年1月12日閲覧。
59. ↑  "2007年6月3日 【公式戦】 試合結果 （福岡ソフトバンクvs中日）". NPB.jp 日本野球機構. 2024年1月19日時点のオリジナルよりアーカイブ。2024年1月19日閲覧。
60. ↑  "2007年6月5日 【公式戦】 試合結果 （オリックスvs中日）". NPB.jp 日本野球機構. 2024年1月19日時点のオリジナルよりアーカイブ。2024年1月19日閲覧。
61. ↑  "2007年6月6日 【公式戦】 試合結果 （オリックスvs中日）". NPB.jp 日本野球機構. 2024年1月19日時点のオリジナルよりアーカイブ。2024年1月19日閲覧。
62. ↑  "2007年6月8日 【公式戦】 試合結果 （中日vs西武）". NPB.jp 日本野球機構. 2024年1月19日時点のオリジナルよりアーカイブ。2024年1月19日閲覧。
63. ↑  "2007年6月9日 【公式戦】 試合結果 （中日vs西武）". NPB.jp 日本野球機構. 2024年1月19日時点のオリジナルよりアーカイブ。2024年1月19日閲覧。
64. ↑  "2007年6月10日 【公式戦】 試合結果 （中日vsロッテ）". NPB.jp 日本野球機構. 2024年1月19日時点のオリジナルよりアーカイブ。2024年1月19日閲覧。
65. ↑  "2007年6月11日 【公式戦】 試合結果 （中日vsロッテ）". NPB.jp 日本野球機構. 2024年1月19日時点のオリジナルよりアーカイブ。2024年1月19日閲覧。
66. ↑  "2007年6月13日 【公式戦】 試合結果 （東北楽天vs中日）". NPB.jp 日本野球機構. 2024年1月19日時点のオリジナルよりアーカイブ。2024年1月19日閲覧。
67. ↑  "2007年6月14日 【公式戦】 試合結果 （東北楽天vs中日）". NPB.jp 日本野球機構. 2024年1月19日時点のオリジナルよりアーカイブ。2024年1月19日閲覧。
68. ↑  "2007年6月16日 【公式戦】 試合結果 （北海道日本ハムvs中日）". NPB.jp 日本野球機構. 2024年1月19日時点のオリジナルよりアーカイブ。2024年1月19日閲覧。
69. ↑  "2007年6月17日 【公式戦】 試合結果 （北海道日本ハムvs中日）". NPB.jp 日本野球機構. 2024年1月19日時点のオリジナルよりアーカイブ。2024年1月19日閲覧。
70. ↑  "2007年6月19日 【公式戦】 試合結果 （中日vsオリックス）". NPB.jp 日本野球機構. 2024年1月19日時点のオリジナルよりアーカイブ。2024年1月19日閲覧。
71. ↑  "2007年6月20日 【公式戦】 試合結果 （中日vsオリックス）". NPB.jp 日本野球機構. 2024年1月19日時点のオリジナルよりアーカイブ。2024年1月19日閲覧。
72. ↑  "2007年6月23日 【公式戦】 試合結果 （中日vsソフトバンク）". NPB.jp 日本野球機構. 2024年1月19日時点のオリジナルよりアーカイブ。2024年1月19日閲覧。
73. ↑  "2007年6月24日 【公式戦】 試合結果 （中日vsソフトバンク）". NPB.jp 日本野球機構. 2024年1月19日時点のオリジナルよりアーカイブ。2024年1月19日閲覧。
74. ↑  "2007年6月30日 【公式戦】 試合結果 （東京ヤクルトvs中日）". NPB.jp 日本野球機構. 2024年1月19日時点のオリジナルよりアーカイブ。2024年1月19日閲覧。
75. ↑  "2007年7月3日 【公式戦】 試合結果 （中日vs広島東洋）". NPB.jp 日本野球機構. 2024年1月24日時点のオリジナルよりアーカイブ。2024年1月24日閲覧。
76. ↑  "2007年7月4日 【公式戦】 試合結果 （中日vs広島東洋）". NPB.jp 日本野球機構. 2024年1月24日時点のオリジナルよりアーカイブ。2024年1月24日閲覧。
77. ↑  "2007年7月5日 【公式戦】 試合結果 （中日vs広島東洋）". NPB.jp 日本野球機構. 2024年1月24日時点のオリジナルよりアーカイブ。2024年1月24日閲覧。
78. ↑  "2007年7月6日 【公式戦】 試合結果 （中日vs阪神）". NPB.jp 日本野球機構. 2024年1月24日時点のオリジナルよりアーカイブ。2024年1月24日閲覧。
79. ↑  "2007年7月7日 【公式戦】 試合結果 （中日vs阪神）". NPB.jp 日本野球機構. 2024年1月24日時点のオリジナルよりアーカイブ。2024年1月24日閲覧。
80. ↑  "2007年7月8日 【公式戦】 試合結果 （中日vs阪神）". NPB.jp 日本野球機構. 2024年1月24日時点のオリジナルよりアーカイブ。2024年1月24日閲覧。
81. ↑  "2007年7月10日 【公式戦】 試合結果 （横浜vs中日）". NPB.jp 日本野球機構. 2024年1月24日時点のオリジナルよりアーカイブ。2024年1月24日閲覧。
82. ↑  "2007年7月11日 【公式戦】 試合結果 （横浜vs中日）". NPB.jp 日本野球機構. 2024年1月24日時点のオリジナルよりアーカイブ。2024年1月24日閲覧。
83. ↑  "2007年7月12日 【公式戦】 試合結果 （横浜vs中日）". NPB.jp 日本野球機構. 2024年1月24日時点のオリジナルよりアーカイブ。2024年1月24日閲覧。
84. ↑  "2007年7月13日 【公式戦】 試合結果 （阪神vs中日）". NPB.jp 日本野球機構. 2024年1月24日時点のオリジナルよりアーカイブ。2024年1月24日閲覧。
85. ↑  "2007年7月14日 【公式戦】 試合結果 （阪神vs中日）". NPB.jp 日本野球機構. 2024年1月24日時点のオリジナルよりアーカイブ。2024年1月24日閲覧。
86. ↑  "2007年7月15日 【公式戦】 試合結果 （阪神vs中日）". NPB.jp 日本野球機構. 2024年1月24日時点のオリジナルよりアーカイブ。2024年1月24日閲覧。
87. ↑  "2007年7月16日 【公式戦】 試合結果 （中日vs東京ヤクルト）". NPB.jp 日本野球機構. 2024年1月24日時点のオリジナルよりアーカイブ。2024年1月24日閲覧。
88. ↑  "2007年7月17日 【公式戦】 試合結果 （中日vs東京ヤクルト）". NPB.jp 日本野球機構. 2024年1月24日時点のオリジナルよりアーカイブ。2024年1月24日閲覧。
89. ↑  "2007年7月18日 【公式戦】 試合結果 （中日vs東京ヤクルト）". NPB.jp 日本野球機構. 2024年1月24日時点のオリジナルよりアーカイブ。2024年1月24日閲覧。